# Kusey
Kusey ist Ortschaft und Ortsteil der Stadt Klötze im Altmarkkreis Salzwedel in Sachsen-Anhalt.

## Geographie

### Lage
Kusey, ein Dorf mit zwei Kirchen, liegt 7 Kilometer südwestlich von Klötze in der Altmark, nördlich des Naturparks Drömling und des EU-Vogelschutzgebietes „Feldflur bei Kusey“.
Der Bahnhof Kusey liegt an der hier stillgelegten Bahnstrecke Oebisfelde–Salzwedel.

### Ortschaftsgliederung
Zur Ortschaft Kusey gehört neben dem Ortsteil Kusey mit den Wohnplätzen Köbbelitz im Norden und Lupitz im Südosten auch der Ortsteil Röwitz, der 2,5 Kilometer südwestlich von Kusey liegt.

## Geschichte

### Mittelalter bis Neuzeit
Kusey ist eine wendische Gründung.
Kusey wurde im Jahre 1339 erstmals erwähnt als Kusisse als Berthold von dem Knesebeck das Dorf an Gebhard von Alvensleben verkaufte. 1394 wurde das Dorf kuseyde mit anderen Dörfer von Albert von Alvensleben und Heinrich von Eikendorp wegen ihrer Gefangenschaft den Herzögen Bernhard und Heinrich von Braunschweig und Lüneburg verkauft und überlassen. Erst 1816 kam das Dorf Kusey zum Landkreis Gardelegen und damit zurück an die Altmark. Im 19. Jahrhundert war auch die Schreibung Kusay üblich.
Am 22. Februar 1945 wurde der Bahnhof Köbbelitz, heute Ortsteil von Kusey, von 24 amerikanischen „Fliegenden Festungen“ Boeing B-17 mit 70,5 Tonnen Bombenlast angegriffen. Bei diesem Angriff verloren 25 Menschen ihr Leben, nach anderer Quelle waren es 38, darunter 18 Kinder. Heute erinnert ein Gedenkstein am Bahnhof an dieses Ereignis. Er trägt die Inschrift: Nie wieder! 22.2.1945.

### Herkunft des Ortsnamens
Der Name könnte vom altslawischen/polnischen koza für „Ziege“ als „Ziegenort“ erklärt werden. Oder er stammt vom altslawischen kosŭ oder „Kose“ für „Amsel“ ab und bedeutet demnach so viel oder „Amselort“. Eine andere Interpretation wäre das slawische „Kos“ oder „Kosei“ für Feldstücke, also das „Felddorf“.

### Eingemeindungen
Das Dorf gehörte bis 1807 zum braunschweig-lüneburgischen Amt Klötze und anschließend bis 1808 zum Kanton Brome im Königreich Westphalen, danach bis 1810 zum Kurfürstentum Braunschweig-Lüneburg und anschließend bis 1813 zum Kanton Jübar im Königreich Westphalen. Von 1813 bis 1815 kam es zurück zu Braunschweig-Lüneburg beziehungsweise zum Königreich Hannover. Erst 1816 kam Kusey zum preußischen Landkreis Gardelegen im Regierungsbezirk Magdeburg.
Am 20. Juli 1950 wurden die bis dahin eigenständigen Gemeinden Köbbelitz und Lupitz nach Kusey eingemeindet. Ab dem 25. Juli 1952 gehörte die Gemeinde Kusey zum Kreis Klötze. Nach dessen Auflösung kam sie am 1. Juli 1994 zum Altmarkkreis Salzwedel.
Die Gemeinde Röwitz wurde am 1. August 2002 nach Kusey eingemeindet. Seit dem 1. Januar 2005 gehörte Kusey, bedingt durch die Auflösung der Verwaltungsgemeinschaft Jeetze-Ohre-Drömling, zur Verwaltungsgemeinschaft Klötze.
Durch einen Gebietsänderungsvertrag beschloss der Gemeinderat der Gemeinde Kusey am 13. Januar 2009, dass die Gemeinde Kusey in die Stadt Klötze eingemeindet wird. Dieser Vertrag wurde vom Landkreis als unterer Kommunalaufsichtsbehörde genehmigt und trat am 1. Januar 2010 in Kraft.
Nach Eingemeindung der bisher selbstständigen Gemeinde Kusey wurden Kusey und Röwitz Ortsteile der Stadt Klötze. Für die eingemeindete Gemeinde wurde die Ortschaftsverfassung nach den §§ 86 ff. Gemeindeordnung Sachsen-Anhalt eingeführt. Die eingemeindete Gemeinde Kusey und künftigen Ortsteile Kusey und Röwitz wurden zur Ortschaft der aufnehmenden Stadt Klötze. In der eingemeindeten Gemeinde und nunmehrigen Ortschaft Kusey wurde ein Ortschaftsrat mit neun Mitgliedern einschließlich Ortsbürgermeister gebildet.

### Einwohnerentwicklung

#### Gemeinde
| Jahr | Einwohner |
| ---- | --------- |
| 1801 | 126       |
| 1818 | 088       |
| 1840 | 157       |
| 1864 | 215       |
| 1871 | 216       |
| 1885 | 181       |
| 1892 | [0]214    |

| Jahr | Einwohner |
| ---- | --------- |
| 1895 | 247       |
| 1900 | [0]287    |
| 1905 | 315       |
| 1910 | [0]339    |
| 1925 | 404       |
| 1939 | 410       |
| 1946 | 566       |

| Jahr | Einwohner |
| ---- | --------- |
| 1964 | 0961      |
| 1971 | 0960      |
| 1981 | 0940      |
| 1993 | 0908      |
| 2006 | 1081      |
| 2008 | [00]1054  |
| 2009 | [00]1057  |

#### Ortsteil
| Jahr | Einwohner |
| ---- | --------- |
| 2017 | [00]809   |
| 2018 | [00]849   |
| 2020 | [00]764   |
| 2021 | [00]779   |
| 2022 | [0]792    |
| 2023 | [0]784    |

Quelle, wenn nicht angegeben, bis 2006:

## Religion

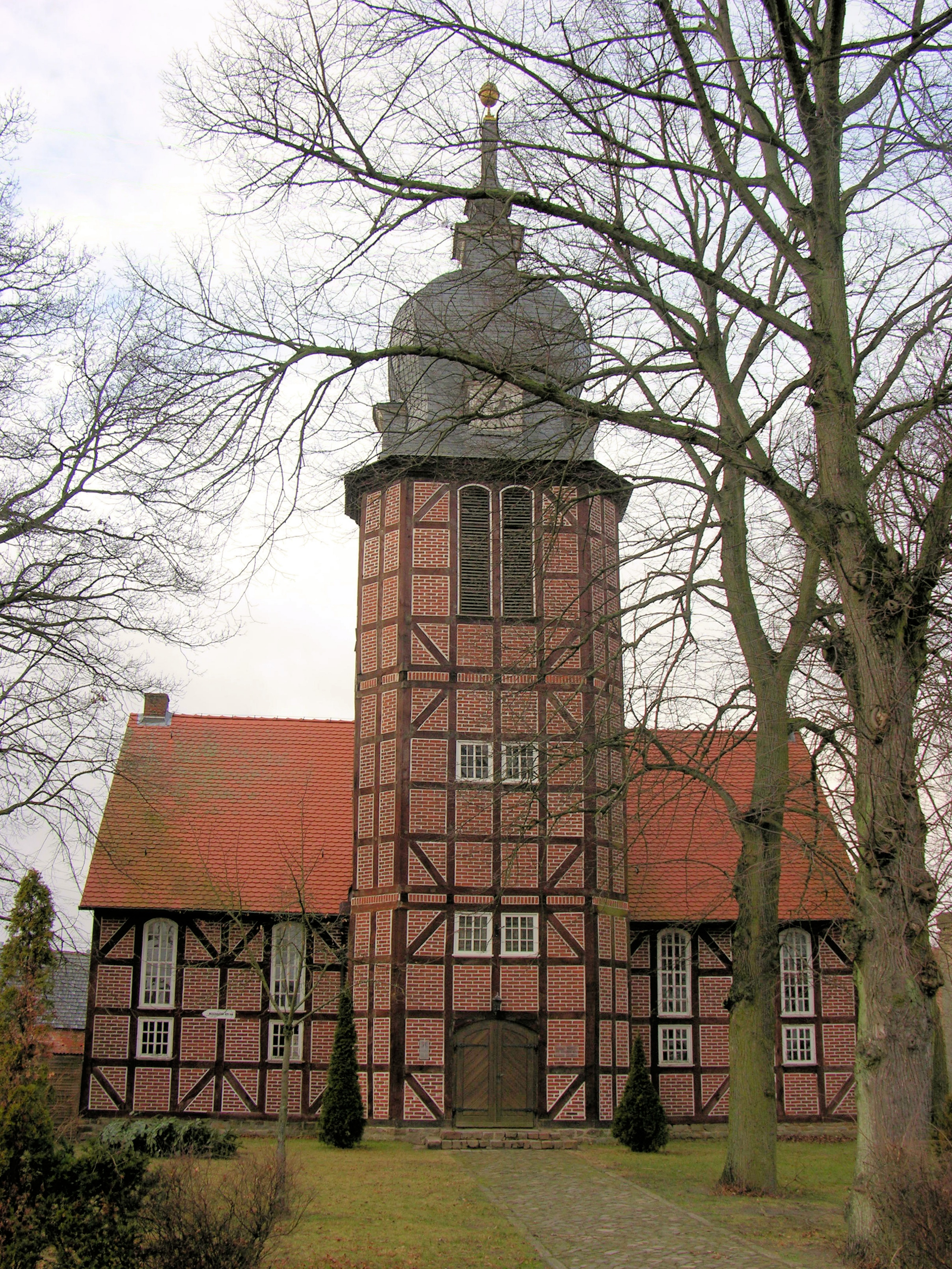
Kirche in Kusey

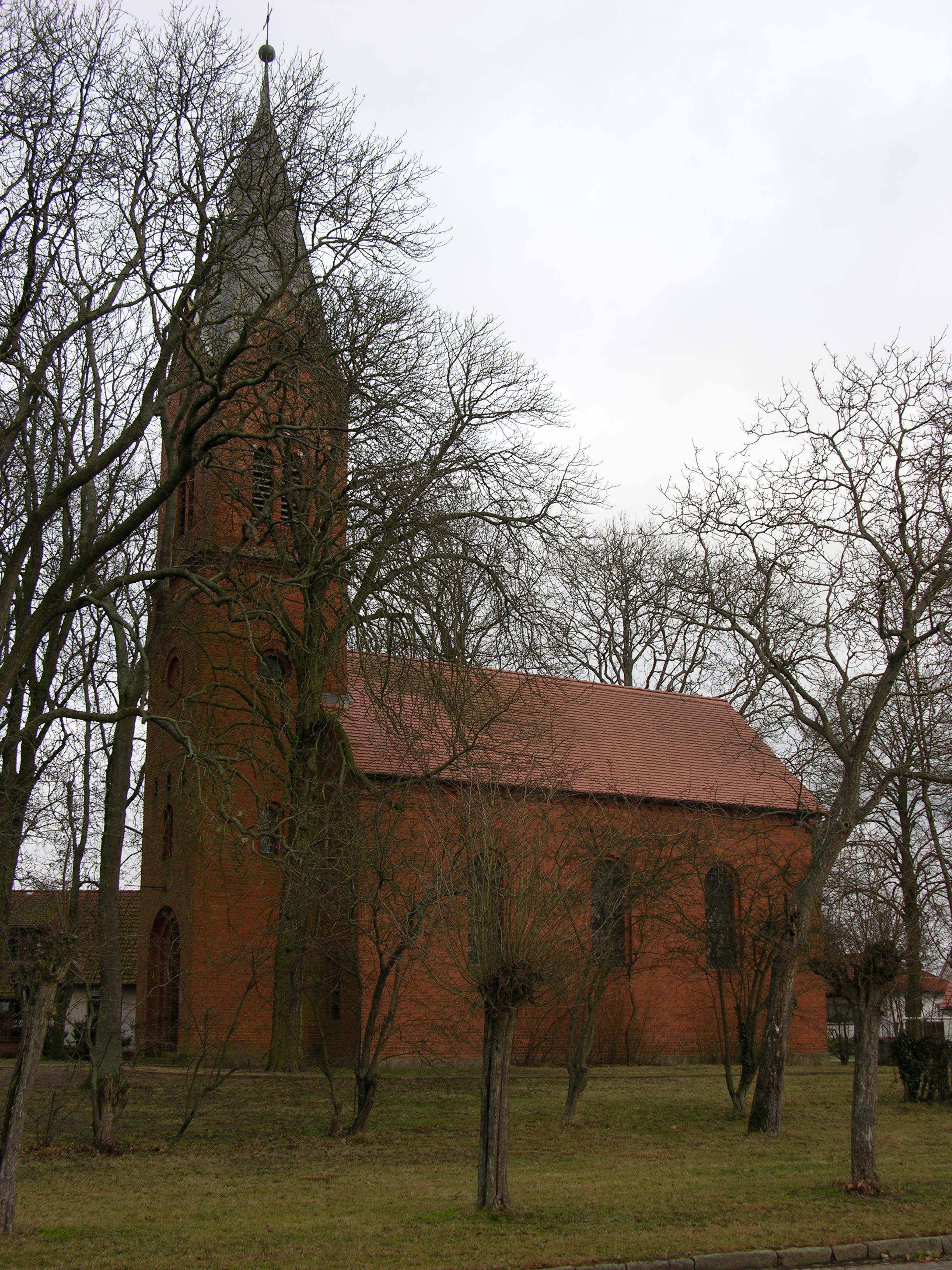
Kirche im Wohnplatz Köbbelitz

Die evangelische Kirchengemeinde Kusey gehörte ursprünglich zur Pfarrei Klötze. 1954 wurde Kusey als Pfarrei verselbständigt mit den Kirchengemeinde Köbbelitz, Neuferchau, Röwitz und Wenze. Heute gehören die Kirchengemeinden zum Pfarrbereich Steimke-Kusey im Kirchenkreis Salzwedel im Bischofssprengel Magdeburg der Evangelischen Kirche in Mitteldeutschland.
Die ältesten überlieferten Kirchenbücher für Kusey stammen aus dem Jahre 1742.

## Politik

### Ortsbürgermeister
Ortsbürgermeister der Ortschaft Kusey ist Norbert Nieder. Letzter ehrenamtlicher Bürgermeister der Gemeinde war Matthias Mann.

### Ortschaftsrat
Die Ortschaftsratswahl am 9. Juni 2024 lieferte das folgende Sitzverteilung (in Klammern die Ergebnisse von 2019).
- 5 Sitze Wählergruppe „Wir für Kusey“ (3 Sitze)
- 4 Sitze UWG „Weiter so Kusey“ (5 Sitze)

Gewählt wurden 2 Frauen und 7 Männer. Die Wahlbeteiligung betrug 68,01 Prozent.

### Wappen
Jedes der drei Dörfer war im Wappen der Gemeinde Kusey vertreten. So standen die Lupinen für Lupitz, in dem der Agrarforscher Albert Schultz-Lupitz wirkte. Die Rohrkolben zeigten die ursprüngliche Nähe von Kusey zum Feuchtgebiet Drömling. Schließlich deutet der Pferdekopf auf den Ursprung des Namens Köbbelitz hin. Auch an den beiden Kirchen von Kusey und Köbbelitz sowie dem Glockenturm von Lupitz kann man die ehemalige Eigenständigkeit der drei Dörfer erkennen.

## Kultur und Sehenswürdigkeiten

### Kirchen
- Die evangelische Dorfkirche Kusey ist ein neubarocker Fachwerkbau aus den Jahren 1937–38. Die Glocke stammt noch aus der alten Kirche, die wohl 1732 errichtet worden war, nachdem deren Vorgängerbau im Dreißigjährigen Krieg zerstört worden war. Im Inneren gibt es eine spätgotische Schnitzmadonna.[28]
- Die zweite Kirche steht im Wohnplatz Köbbelitz.

### Gedenkstätte
An der Grundschule am Lateiner Weg wurde 1977 ein Gedenkstein errichtet zur Erinnerung an den kommunistischen Pädagogen und thüringischen Staatsminister Dr. Theodor Neubauer, der 1945 in Brandenburg-Görden ermordet worden war.

### Denkmal
In Kusey steht an der Kirche ein Denkmal für die Gefallenen des Ersten Weltkrieges.

### Sport
Der TSV 1919 Kusey verfügt über die Sparten Fußball (nur Männer), Volleyball, Tischtennis und Gymnastik.
Überregional in die Medien bis hin in zum ZDF gelangte Kusey 2016 wegen seines Fußballplatzes am Lateiner Weg. Angelegt worden war der Sportplatz Ende der 1960er Jahre von den Einwohnern. Seit der Wiedervereinigung gehörte er fünf verschiedenen Eigentümern, die Stadt zahlte Pacht und TSV Kusey, Schüler und die Kita nutzten ihn. 2013 verkaufte einer der Eigentümer seinen Anteil an einen Kuseyer Landwirt. Nachdem nachträgliche Versuche der Stadt, den Flächennutzungsplan zu ändern, vor dem Verwaltungsgericht scheiterten, zog der neue Besitzer im Frühjahr 2016 einen 2,20 m hohen Zaun quer über den Fußballplatz. Der Verein wich schließlich auf einen anderen Platz am Ort aus, der Rest des bestehenden Platzes wurde als Kleinspielfeld mit Laufbahn und Weitsprunganlage für die Grundschule weiter genutzt.

### Vereine
- Männerchor Concordia Kusey e. V.

## Wirtschaft
Im Dorf gibt es ein Bauunternehmen, eine Agrargenossenschaft, eine Bioraffinerie, eine Sauenanlage, eine Gesellschaft für ländlichen Handel und einen Landmaschinenvertrieb. Ebenfalls befindet sich die produzierende Firma Meshpack GmbH vor Ort, die im Herbst 2020 von dem Unternehmen Hartung Sanitärtechnik GmbH aus Klötze übernommen wurde.